# Rämsnäs
Rämsnäs (soms ook: Rämmen) is een plaats in de gemeente Filipstad in het landschap Värmland en de provincie Värmlands län in Zweden. De plaats, die maar enkele tientallen gebouwen beslaat, ligt aan de noordelijke oever van het meer Näsrämmen. Centraal in het dorpje, op een schiereiland aan het meer, staat de Rämmens kyrka.